# シンエー (オフィスクリーニング)
株式会社シンエーは、施設のクリーニングとメンテナンスおよび遮熱材の販売と施工を営業する会社である。クリーニングについては、布張り製の椅子、布張り製のパーテーションやカーペットなどを得意としている。また、遮熱施工については、建物の暑さ・寒さ対策と工場内の設備に省エネ・作業環境改善で利用されている。

## 概要
- 創業：1948年（昭和23年）9月10日
- 本社：〒520-3252 滋賀県湖南市岩根2242
- 大阪営業所：〒553-0001 大阪府大阪市福島区海老江6丁目11-7

## 沿革
- 1948年 - 谷口順三商店として創業（事務用品・オフィス家具卸販売）
- 1971年 - 株式会社シンエー設立
- 1994年 - オフィスクリーニング事業部設立
- 2001年 - オフィス用品卸事業部門を総合商社に営業譲渡す
- 2003年 - オフィスクリーニング事業部、大阪営業所を開設
- 2005年 - オフィスクリーニングを主体業務とする
- 2006年 - オフィスケアー株式会社を設立（オフィス家具メーカー・ディーラー対応専門の会社）
- 2011年 - 遮熱事業部設立

| スタブアイコン | サブスタブ | この項目は、まだ閲覧者の調べものの参照としては役立たない、企業に関連した書きかけの項目です。この項目を加筆・訂正などしてくださる協力者を求めています（PJ:経済）。 |